# ستيوارت غريمشاو
ستيوارت غريمشاو (بالإنجليزية: Stuart Grimshaw)‏ هو لاعب هوكي الحقل نيوزيلندي، ولد في 16 يونيو 1961.

## وصلات خارجية
- ستيوارت غريمشاو على موقع أوليمبيديا (الإنجليزية)